# جیمی فار
جیمی فار (انگلیسی: Jamie Farr؛ زادهٔ ۱ ژوئیهٔ ۱۹۳۴) هنرپیشه، صداپیشه و کمدین اهل ایالات متحده آمریکا است. وی از سال ۱۹۵۵ میلادی تاکنون مشغول فعالیت بوده‌است.
از فیلم‌ها یا برنامه‌های تلویزیونی که وی در آن نقش داشته‌است، می‌توان به مسیر کاننبال ۲، عزیز، مسیر کاننبال، و بزرگترین داستان عالم اشاره کرد.